# Antilliaanse Suite
Antilliaanse Suite is een compositie voor harmonieorkest of fanfareorkest van de Nederlandse componist Kees Vlak. Het is een van zijn  Zuid-Amerikaans getinte werken. 